# Deleni (Hunyad megye)
Deleni románul: Deleni, falu Romániában, Erdélyben Hunyad megyében.

## Fekvése
Brassó (Brăşeu) mellett fekvő település.

## Története
Deleni korábban Brassó (Brăşeu) része volt. 1956-ban vált külön településsé 131 lakossal.
1966-ban 82, 1977-ben 52, 1992-ben 31, a 2002-es népszámláláskor 14 román lakosa volt.